# Amores con trampa
 (срп. Љубавне замке) мексичка је теленовела, продукцијске куће Телевиса, снимана 2015.

## Синопсис
Породица Кармона води миран и једноставан живот на свом сеоском имању у мексичкој провинцији. Они су уједно и власници једног од најважнијих рудника минерала у региону, али када влада откупи њихово имање приморани су да се преселе у престоницу.
Породицу чине Факундо и Марија са своје четворо деце: Алберто (21), Јоја (18), Сусана (14) и Хасинто који има 10 година. По доласку у град долази и до бројних породичних сукоба током адаптације на нови живот.
Са друге стране елегантна је и софистицирана породица Веласко, која је приморана да трпи своје нове комшије са села. Сантијаго Веласко је власник грађевинске фирме која је у стечају. Живи са супругом Исабел, ћерком Алехандром која има 14 година и рођацима – двадесетогодишњим Фелипеом и осамнаестогодишњом Росио.
До првог сукоба између суседа долази када Кармонови дођу у град у пратњи својих животиња са имања, које својим присуством доводе до оштећења виле Веласкових.
Сантијаго схвата да је Факундо милионер који би инвестирањем могао да спасе његову фирму и кује план да Исабел заведе новог комшију богаташа, како би овај све више улагао новац у Сантијагову фирму. Оваква одлука довешће до првих љубавних размирица ове две породице, а све ће се додатно закомпликовати међусобним односима њихове деце - посебно љубавном причом између Алберта и Росио.

## Глумачка постава

### Главне улоге
| Глумац:            | Улога:                   |
| ------------------ | ------------------------ |
| Итати Канторал     | Исабел Мајер де Веласко  |
| Ернесто Лагуардија | Сантијаго Веласко        |
| Едуардо Јањез      | Факундо Кармона          |
| Африка Савала      | Марија Санчез де Кармона |

### Споредне улоге
| Глумац:             | Улога:                             |
| ------------------- | ---------------------------------- |
| Нора Салинас        | Естефани дел Реал                  |
| Игнасио Лопез Тарсо | Порфирио Кармона                   |
| Луз Марија Агилар   | Перпетуа Санчез                    |
| Агустин Арана       | Лорензо Наварете                   |
| Хоан Себастијан     | Хоан Себастијан                    |
| Флор Мартино        | Франциска Бељестерос Каталан       |
| Марибел Фернандез   | Консепсион Кончита                 |
| Хосе Едуардо Дебрез | Фелипе Веласко Мајер               |
| Хоселин Зукерман    | Алехандра Веласко Мајер            |
| Скарлет Дергал      | Росио Веласко                      |
| Росита Пелајо       | Умилде Санчез                      |
| Џесика Декоте       | Кармен Глорија Јоја Кармона Санчез |
| Сеси Флорес         | Сусана Кармона Санчез              |
| Алдо Гера           | Алберто Бето Кармона Санчез        |
| Рубен Лопез         | Хасинто Кармона Санчез             |
| Хари Геитнер        | Естебан Антунес                    |
| Борис Дуфлос        | Дијего Брисењо                     |
| Емилио Кабаљеро     | Андрес Брисењо                     |